# Scytodes strandi
Scytodes strandi là một loài nhện trong họ Scytodidae.
Loài này thuộc chi Scytodes. Scytodes strandi được miêu tả năm 1941 bởi Spassky.